# Veinticuatro
El veinticuatro (24) es el número natural que sigue al 23 y precede al 25.

## Matemáticas
- El 24 es un número compuesto, que tiene los siguientes divisores propios: 1, 2, 3, 4, 6, 8 y 12, esto lo convierte en el número más pequeño con exactamente ocho divisores. Como la suma de sus divisores propios es 36 > 24, se trata de un número abundante.  La suma de sus divisores 1, 2, 3, 4, 6, 8, 12, 24 = 60.
- Un número altamente compuesto.
- 24 es el factorial de 4, ya que 24 = 1·2·3·4.
- 24 es la suma de los números primos gemelos 11 y 13.
- En el Prefijo del SI, 1024 corresponde al Yotta (Y), y para 10-24 este corresponde al Yocto (y), siendo estos el número más grande y más pequeño respectivamente que puede recibir un Prefijo SI hasta la fecha.
- 24 puede ser escrito con cuatro cuatros de la forma siguiente:
4 · 4 + 4 + 4
- 24 es la única solución no trivial para el problema de las balas de cañón, es decir: 12 + 22 + 32 + ... + 242 es un cuadrado perfecto (702). (El caso trivial es  12 = 12)
- 24 es el duodécimo número par.
- Es un número semiperfecto.
- Es un número de Harshad.

- 24-cell  es el 4-politopo regular convexo con símbolo de Schläfli {3, 4, 3}.

- Número de Harshad.

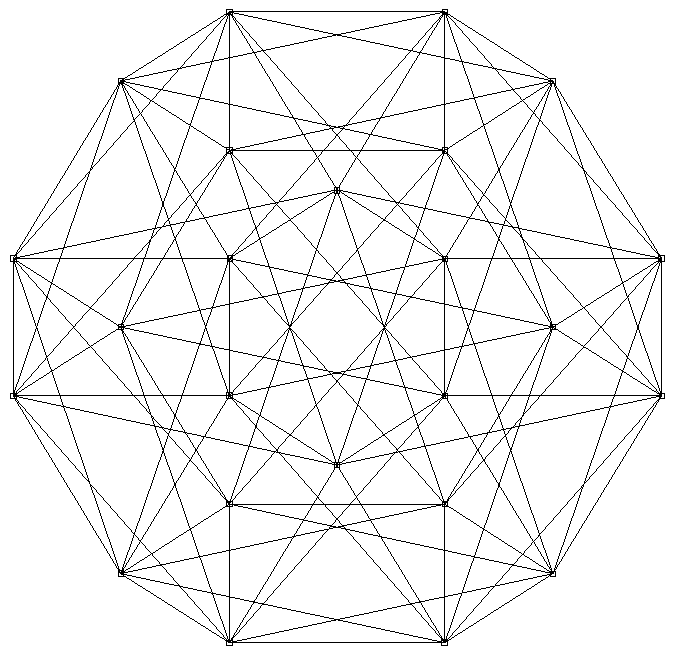
24-Cell representación bidimensional.

- Número de osculación en el espacio de 4 dimensiones.
- Número refactorizable.
- Hay 10 soluciones para la ecuación φ ( x ) = 24.
- Es un número semi-meandrico.
- El teseracto tiene 24 caras bidimensionales (que son todas cuadradas ).
- El discriminante modular Δ ( τ ) es proporcional a la potencia 24 de la función eta de Dedekind η ( τ ) : Δ ( τ ) = (2π) 12 η ( τ ) 24 .
- Un número práctico.

## Química
- Es el número atómico del cromo (Cr).
- El oro (Au) puro tiene 24 quilates.
- 24! es una aproximación (superior en poco más del 3%) de la constante de Avogadro .

## Astronomía
- 24 es el número de horas del día y de husos horarios.
- Objeto de Messier M24 es una nube estelar en la constelación de Sagitario.
- Objeto del Nuevo Catálogo General NGC 24 es una galaxia espiral en la constelación del Sculptor.
- (24) Themis es un asteroide perteneciente al cinturón de asteroides.

## En lenguaje
- Es el número de letras en el alfabeto griego.

## Otras relaciones
- 24 es el número de ciclos que hay en el Ciclo solar chino
- 24 es el número de caprichos compuestos por Paganini.
- 24 es el número de fotogramas por segundo en el que normalmente se proyecta una película.